# Campyloneura virgula
Campyloneura virgula (synoniemen: Campyloneura marita en Campyloneura pulchella) is een wants uit de familie van de blindwantsen (Miridae). De soort werd het eerst wetenschappelijk beschreven door Herrich-Schäffer in 1835. 

## Uiterlijk
De opvallend kleurige wants is langvleugelig en kan 4 tot 5 mm lang worden. De antennes zijn aan de basis lichtgeel of roodbruin,
het tweede segment is zwart en de rest is lichter gekleurd. De pootjes zijn geel, net als het scutellum (schildje). Het schildje is rood
aan de basis en heeft aan de zijkant donkere hoekpunten. Langs het schildje zijn de voorvleugels bruin van kleur en deze kleur loopt
door tot over het midden van het lichaam. De kop is zwart en de rest van het lichaam doorzichtig geelachtig. De vleugelpunten (cuneus) zijn geel, verlopend naar rood met een zwarte punt. De nimfen zijn groengeel met opvallende rode banden om de antennes. Naarmate ze ouder worden hebben ze ook een rode band om de achterdij en een rode streep van de zijkant van de kop tot het begin van de vleugels.

## Leefwijze
De wantsen overwinteren als eitje en zijn in juni volwassen. Er is één generatie per jaar en de soort kan tot in september gevonden
worden op diverse loofbomen zoals Es, Els, Linde, Haagbeuk, Hazelaar, Meidoorn, Rhodondendron en allerlei fruitbomen waar ze leven van bijvoorbeeld bladluizen en mijten.

## Leefgebied
De soort komt voor langs bosranden en in parken en tuinen in Europa, Azië en Noord-Afrika.